# Lingua unami

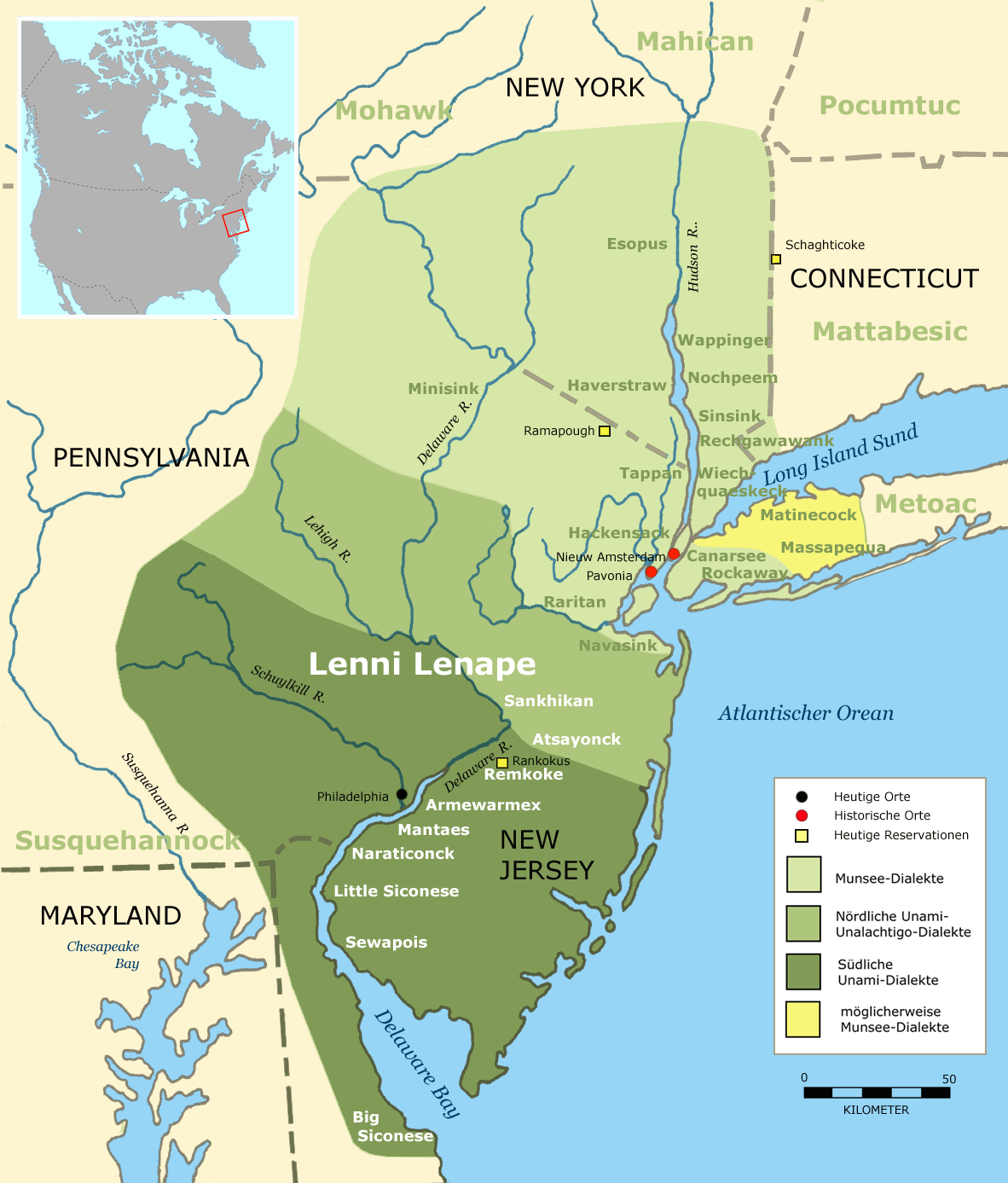
Ripartizione dei popoli Lenape. Il colore più chiaro rappresenta l'areale della Lingua munsee. Gli Unami sono rappresentati dal colore più scuro nella parte meridionale. Le due tonalità rappresentano i due dialetti della lingua.

La lingua unami è uno dei due sottolinguaggi della Lingua delaware.  Appartenente alla famiglia delle lingue algonchine era parlata dai nativi americani di etnia Lenape (o Delaware), stanziati nella regione dell'attuale New York e zone limitrofe, aveva acquisito alcune parole dall' olandese parlata dai primi europei insediatisi alla foce del fiume Hudson. La lingua  si è estinta alla fine del XIX secolo, e i suoi locutori hanno in seguito adottato l'inglese.